# Nino Galović
Nino Galović (sinh ngày 6 tháng 7 năm 1992) là một cầu thủ bóng đá người Croatia.

## Sự nghiệp câu lạc bộ
Nino Galović đã từng chơi cho Sagan Tosu.